# Opatija Maria Laach
Opatija Maria Laach (nemško Abtei Maria Laach, latinsko Abbatia Maria Lacensis ali Abbatia Maria ad Lacum) je benediktinska opatija na jugozahodni obali jezera Laach v bližini Andernacha v regiji Eifel dežele Porenje - Pfalška v Nemčiji. Je članica beuronske kongregacije v benediktinski konfederaciji. Samostan je bil znan že skoraj 770 let kot Abtei Laach (Abbatia Lacensis, kar pomeni Jezerska opatija) do leta 1862, ko so ji jezuiti dodali ime Maria.

## Benedektinski samostan
Leta 1093 sta opatijo Affligem (danes v Belgiji) ustanovila prvi pfalški grof Henrik II. iz Laacha in njegova žena Adelheida von Orlamünde-Weimar, vdova po Hermanu II. Lotarinškem. Laach je postal samostojen leta 1127 pod prvim  opatom Gilbertom. Affligem je ustanovil že Herman II. Čeprav je samostan ustanovil viden (čeprav trajno izobčen) član cesarske družine (investiturni boj), je opatija Affligem kmalu postala ugledna članica reformnega clunyjskega gibanja.
Opatija je v 12. stoletju postala študijsko središče. V 13. stoletju sta opata Albert (1199–1217) in Teoderik II. (1256–1295) precej povečala zgradbe in dodala arhitekturno okrasje, tudi monumentalno grobnico ustanovitelja.
Tako kot večina nemških benediktinskih samostanov je Laach nazadoval v 14. stoletju v smislu duhovnega in meniškega življenja, kar se je spremenilo šele v poznem 15. stoletju pod vplivom reformirane bursfeldske kongregacije (zveza pretežno zahodnih in osrednjih nemških benediktinskih samostanov za moške in ženske, ki so si prizadevali za reformo benediktinske prakse, ime je dobila po opatiji Bursfelde), ki se ji je pridružila opatija zaradi  upora opata Johannesa V. von Deidesheima (1469–1491).
Posledično izboljšanje discipline je pripeljalo do uspešnega literarnega obdobja v zgodovini opatije. Pomembni so bili Jakob Siberti, Tilman Bonn in Benedikt Münstereifel, predvsem pa Johannes Butzbach (umrl 1526). Čeprav je veliko njihovih objavljenih in neobjavljenih del preživelo, je njegova Kronika opatije na žalost izgubljena.

## Sekularizacija in jezuiti
Opatija Laach je bila razpuščena ob sekularizaciji leta 1802. Prostori so postali last najprej okupacijske francoske države, nato pa leta 1815 pruske države.
Leta 1820 je zgradbo dobila Družba Jezusova, ki je tukaj uredila kraj za študij in internat. Posebej je treba omeniti Gerharda Schneemanna, Theodorja Granderatha in Floriana Reissa, ki so napisali vrsto pomembnih del: Collectio lacensis (Acta et decreta sacrorum conciliorum recentiorum, 7 zvezkov, Freiburg, 1870–1890); Philosophia lacensis, zbirka učenih knjig o različnih vejah filozofije (logika, kozmologija, psihologija, teodiceja, naravno pravo), ki je bila objavljena v Freiburgu, 1880–1900; najbolj znana je Stimmen aus Maria-Laach, ki se pojavlja od leta 1865 najprej kot posamezna brošura obrambe proti liberalizmu v Rimskokatoliški cerkvi in od leta 1871 kot redna periodika. Jezuiti so morali prostore zapustiti ob kulturnem boju (Kulturkampf) v 1870-ih.

## Ponovno benediktinski samostan
Benediktinci iz beuronske kongregacije so se ponovno preselili v samostan leta 1892 in naslednje leto so postavili opatijo. Obnovljeno cerkev, takrat še v lasti Prusije, je odprl cesar Viljem II. leta 1897.
V prvi polovici 20. stoletja je imel samostan Maria Laach vodilno vlogo pri liturgičnem gibanju.
Zgradba opatije datira v obdobje med letoma 1093 in 1177 z dodanim Paradižem okoli 1225 in je lep zgled romanske arhitekture iz obdobja Staufovcev. Kljub dolgemu času gradnje je ena najlepših romanskih zgradb v Nemčiji in je dobro ohranjena bazilika s svojimi šestimi stolpi.
Zaradi precejšnjega znižanja ravni jezera v začetku 19. stoletja so bile ugotovljene hude in nepričakovane strukturne poškodbe cerkvenih obokov in strehi. Izpeljane so bile tri pomembne obnovitvene faze: prva je bila leta 1830 – popravilo škode na zgradbah, odstranjeno je bilo tudi zgornje nadstropje v Paradižu (v tistem času nastanitveni del), druga je bila leta 1880 – po resnem požaru leta 1885 so popravili poškodovan južni okrogli stolp, tretja faza je bila leta 1930. Mnoge nekdanje spremembe zgradb, ki so bile izvedene v gotiki (strme strehe stolpov) in baročnem slogu (širša okna), so bile ponovno spremenjene v romanskem slogu.

## Sporni odnosi z nacizmom
Opatija Maria Laach je bila v središču polemik zaradi svojih odnosov z nacističnim režimom med letoma 1933 in 1945. Heinrich Böll prikazuje v delu Biljard ob pol desetih (Billard um halb zehn) benediktinski samostan, katerega menihi so dejavno in prostovoljno sodelovali z nacisti, pri čemer je imel verjetno v mislih opatijo Maria Laach.
Leta 2004 je raziskovalec Marcel Albert objavil delo Die Benediktinerabtei Maria Laach und der Nationalsozialismus (Benediktinska opatija Maria Laach in nacionalsocializem) . Pri pregledu knjige je dr. Mark Edward Ruff z univerze Saint Louis napisal: 
Benediktinski samostan Maria Laach je izziv za zgodovinarje, ki pišejo o Rimskokatoliški cerkvi v obdobju tretjega rajha. Ta vpliv samostana v Eiflu je postal znan kot center desničarskega katolicizma že v obdobju weimarske republike. Njeni voditelji so navdušeno pozdravili nacistični prevzem oblasti leta 1933.

To je bil edini benediktinski samostan v Porenju, ki ga nacistični režim ni zasegel, tudi ko je bil del objekta spremenjen v bolnišnico za ranjene vojake. Toda ob istem času, leta 1934, je samostan zagotovil zatočišče  Konradu Adenauerju, ki je bil odstranjen s svojega položaja župana Kölna. Poleg tega so njegovi voditelji postali tarča številnih gestapovskih zaslišanj, bile so tudi govorice, da si ga je prilastila  država (...).
Knjiga Marcela Alberta (...) se sklicuje na neobjavljene spomine Ildefonsa Herwegna, konservativnega monarhista, ki je bil nemški benediktinski menih in opat samostana Maria Laach, tudi zgodovinar in liturgist do svoje smrti leta 1946.
V zadnjih poglavjih knjige piše, da je opatija gojila pozitiven odnos do Adenauerja in CDU po letu 1945, vendar je ohranila monarhistična prepričanja. So pa povojni deli knjige manj obsežni in ta del zgodovine samostana, se zdi, čaka na nadaljnje raziskave.

## Pomembne značilnosti
Opatijska cerkev Maria Laach velja za mojstrovino nemške romanske arhitekture  s svojimi številnimi stolpi, veliko zahodno fasado (westwerk) z arkadnimi galerijami in enkratno zahodno verando.
Vzhodni konec ima okroglo apsido, obdano s kvadratnimi stolpi. Nad križanjem s transeptom je široka kupola s stožčasto streho. Monumentalna zahodna fasada vključuje zahodni kor z apsido, ki jo obdajajo okrogla dvojčka in kvadratni osrednji stolp. 
Paradiž, enonadstropna zahodna veranda s kolonado obkroža majhno dvorišče, je bil dodan približno leta 1225. Spogleduje se z arhitekturo zgodnjekrščanske bazilike. Njeni veliki kapiteli so bogato izrezljani s človeškimi in mitskimi figurami. Domiselni kamnosek je znan kot mojster laaškega Samsona (Laacher Samson-Meister), katerega rezbarije najdemo tudi v Kölnu in drugod. Levja fontana na dvorišču je bila dodana leta 1928.
Pomembne značilnosti notranjosti so grob ustanovitelja pfalškega grofa Henrika II. (iz leta 1270), freske iz 16. stoletja, poznoromanski baldahin v apsidi in zanimive sodobne dekoracije, kot so mozaiki iz okoli 1910 in vitraji iz 1950-ih.

### Samostanska cerkev
Zasnova opatije temelji na Načrtu svetega Gala (St. Galler Klosterplan), ki ga je sestavil takratni opat Gozbert iz St. Gallna z Benediktom iz Anianee na sinodi v Aachnu leta 816. Kot gradbeni material so uporabljeni rjavo-rumen laaški tuf, beli apnenec iz Lorene, rdeč kyllski peščenjak v prvi fazi, nato sivi tuf iz Weiberna ter bazalt iz Veitskopfa (severno od jezera Laach) in iz Mendiga. Ker so bile prej strehe pokrite z bakrom, so jih v 19. stoletju prekrili z običajnim skrilavcem.
Cerkev, tudi Laacher Münster, je dvokorna, triladijska bazilika z dvema transeptoma in šestimi stolpi. Obe prečni ladji s kronanim stolpom – osrednji stolp v zahodni in osrednji stolp (osmerokotnik) na vzhodni strani, podprta z dvema stolpoma: osrednji stolp z zvonikom dveh nižjih okroglih stolpov na zahodu in osrednji stolp (že romanski s plitvejšo čelado spet nižji od stranskih stolpov) z dvema višjima kvadratnima stolpoma na vzhodu (leta 1177 zaključek vzhodnega kora, bočna stolpa, leta 1230 zaključek zahodnega dela). Razen okroglega severozahodnega bočnega stolpa, ki vsebuje spiralno stopnišče, so vsi trije stolpi votli. Na južnem bočnem okroglem stolpu so tudi zvonovi. Zunanje stene so obložene s pilastri. Posebnost je (1225–1235) dodan Paradiž.
Gradnja sledi tradiciji velikih renskih cesarskih stolnic v Speyerju, Mainzu in Wormsu. Zunanjost uteleša idejo romanske božje utrdbe, ki je okrepljena s sorazmerno kratko glavno ladjo. Jasne in preproste linije prevladujejo v strukturi zunanjosti. Tloris je križ – simbol Boga. Poleg tega westwerk stoji pred sončnim zahodom (temna stran) za plemstvo kot zaščitnika, vzhodna fasada (ostwerk) proti vzhodu (svetla stran) za duhovščino kot "učena stran" in več ladij za ljudi.
Notranjost bazilike se je prav tako ohranila, je preprosta, ni veliko dragih, slepih lokov in arkad. V začetku 13. stoletja je bil  obokan prej raven strop. V vzhodnem koru, v katerem so maševali za množice, in s korne klopi konventa je krasen oltar s ciborijem kot veliki oltar. Ciborij je podprt na stebričkih z baldahinom. Narejen je bil leta 1256 po naročilu 11. opata Teoderika (Dietricha) II. iz Lehmna (1256–1295, † 1307), pridobljen (v 17. stoletju povečan) in takrat postavljen v ladji na vzhodnem koncu tretje obočne pole, nov visok grob (jama s sarkofagom, slavnega ustanovitelja) ustanovitelja grof Henrika II. iz Laacha, ki je bil prej v križnem hodniku, saj ladja še ni bila končana. Opat Teoderik je postavil tudi stolpne strehe v gotskem slogu in zgodnjegotska okna na vzhodnem koru. V času 22. opata Simona von der Leyna (Simon von Petra, 1491–1512) so bile narejene nekatere  znane stebrne freske svetega Benedikta, Nikolaja (sopatrona opatijske cerkve z vgrajeno sliko opata Simona, isti steber, severna stran) in Krištofa (severozahodni steber, južna stran) in dodan Paradiž. Do 19. stoletja je bil ta portal zaprt z dvojnimi vrati. V naslednjih letih so bile samostanske stavbe spremenjene in razširjene.
V 16. stoletju je imela opatijska cerkev 16 oltarjev, enega v zahodnem koru, osem v ladji, dva v vzhodnem koru, po enega v stranskih apsidah transeptov, enega v kapeli (Sacellum), v severnem delu prečne ladje, dva v kripti. Namenjeni so bili različnim svetnikom in so jih uporabljali za  čaščenje. Odstranjeni so bili v 17. stoletju in delno nadomeščeni z drugimi oltarji ali zgradbami. Vir nastanka oltarjev in njihovo uporabo je opisal koblenški opat Johannes V. Augustin Machhausen v svojem delu Rituale Hyparchiae.
V letih 1662–1668 je bila pod opatom Placidom Kessenichom (1662–1696) cerkvena notranjost predelana v baročnem slogu. Zahodni kor so znižali in položili na dno ladje, da bi ustrezno  nadomestili visok grob ustanovitelja z baldahinom v zahodnem koru. Poleg tega so bila na njegov ukaz okna v stranskih ladjah iz romanskih predelana v baročna (v 20. stoletju povrnjena). Njegova naslednika Josef Dens (1696–1711) in Clemens Aach (1718–1731) sta naredila nove korne klopi proti opatu Simonu von der Leynu (1491–1512) in namestila izklesano prižnico. Opat Henrik III. Artz (1756–1766), njegov grb je še vedno viden na zgradbi spredaj, je razširil samostansko stavbo in jo povečal, nato pa leta 1757 razširil staro ladjo za Nikolajevo kapelo s triosno dvorano, novimi oporniki in tristranskim kornim zaključkom. Refektorij opatije je tudi doživel spremembe.
V 19. stoletju sta bili izvedeni dve večji obnovitveni deli (1830/1840-ih in 1880-ih) kot nadomestilo za velike izgube (oboki, strehe) in za odpravo v preteklosti narejenih sprememb. 1842–1844 so zgradili novo drenažo, leta 1885 pa odpravili škodo po požaru. Leta 1902 so okna oltarja (1668 baročno razširjenega) ponovno dobila romansko podobo.
V velikem obdobju restavratorstva 1937 so bili odstranjeni poznogotski in baročni elementi (koničasta streha osrednjega stolpa in osmerokotnika), levji vodnjak v Zaprtem vrtu (Hortus conclusi) Paradiža je bil dopolnjen. Leta 1956 je bila notranjost ob 800-letnici posvetitve obnovljena v približevanju prvotni obliki prilagajanja zahodnega kora. Zato je bilo treba podlago stebrov  ponovno podložiti.